# Hybalus varians
Hybalus varians är en skalbaggsart som beskrevs av Rudolph Petrovitz 1964. Hybalus varians ingår i släktet Hybalus och familjen Orphnidae. Inga underarter finns listade i Catalogue of Life.